# Encuentro Nacional Poloamigos
El Encuentro Nacional Poloamigos, conocido por motivos de patrocinio como Trofeo Nacional Hyundai Seulcar Poloamigos desde 2018, es un torneo de waterpolo que se disputa en las instalaciones del Estadio Miralbueno El Olivar, en España, desde el 2004. Durante las primeras ediciones el torneo no tenía una un carácter competitivo, y de ahí le venía el nombre de "Encuentro". Pero a partir de la edición de 2013 ya se empezaron a realizar partidos de fases de grupos y eliminatorias.
El torneo, además de la vertiente deportiva, tiene también un cariz solidario y sirve, además, para homenajear a algún deportista o persona vinculada con el deporte aragonés. A lo largo de los años el torneo ha ido creciendo, añadiéndose la categoría cadete masculina en el año 2016 (el denominado Poloamigos U16), la categoría infantil femenino en el año 2019 (bajo el nombre de Poloamigas) y la categoría cadete femenino en el año 2022 (también bajo el nombre de Poloamigos U16). 
El torneo reúne a diferentes equipos de clubes provenientes de toda el país, siendo la gran mayoría aragoneses, vascos y catalanes, aunque también han participado equipos de Castilla y León, la Comunidad Valenciana, la Comunidad de Madrid, las Islas Baleares, la Región de Murcia y  La Rioja. La edición de 2022 fue la primera que contó con un equipo de fuera de España, siendo el equipo infantil mixto del Fluvial Portuense portugués el primer club extranjero en participar en Poloamigos.

## Palmarés
| Año  | Benjamín                               | Alevín Mixto                           | Alevín Femenino                        | Infantil Mixto                         | Infantil Femenino                      | Cadete Masculino                       | Cadete Femenino |
| ---- | -------------------------------------- | -------------------------------------- | -------------------------------------- | -------------------------------------- | -------------------------------------- | -------------------------------------- | --------------- |
| 2013 | CN Helios                              | AE Santa Eulàlia                       |                                        | Stadium Casablanca                     |                                        |                                        |                 |
| 2014 | CN Helios                              | CN Helios                              |                                        | EM El Olivar                           |                                        |                                        |                 |
| 2015 | CN Barcelona                           | CN Molins de Rei                       |                                        | CN Molins de Rei                       |                                        |                                        |                 |
| 2016 | CN Molins de Rei                       | CE Mediterrani                         |                                        | CN Helios                              |                                        | CN Molins de Rei                       |                 |
| 2017 | CN Barcelona                           | CN Sant Andreu                         | CE Mediterrani                         | CN Helios                              |                                        | UE Horta                               |                 |
| 2018 | CN Barcelona                           | Escuela de Natación Brains             | CE Mediterrani                         | EM El Olivar                           |                                        | CN Rubí                                |                 |
| 2019 | CN Barcelona                           | Claret Askartza                        | CN Molins de Rei                       | CE Mediterrani                         | Leioa WLB                              | CN Helios                              |                 |
| 2020 | Suspendido por la pandemia de COVID-19 | Suspendido por la pandemia de COVID-19 | Suspendido por la pandemia de COVID-19 | Suspendido por la pandemia de COVID-19 | CN Vallirana                           | Suspendido por la pandemia de COVID-19 |                 |
| 2021 | Stadium Casablanca                     | CE Mediterrani                         | CE Mediterrani                         | Urbat IKE                              | Suspendido por la pandemia de COVID-19 | Suspendido por la pandemia de COVID-19 |                 |
| 2022 | CN Sant Andreu                         | CE Mediterrani                         | CE Mediterrani                         | CN Barcelona                           | Suspendido por la pandemia de COVID-19 | UE Horta                               | EW Zaragoza     |
| 2023 | CE Mediterrani                         | CE Mediterrani                         | CE Mediterrani                         | Claret Askartza                        | No disputado                           | Encinas Boadilla                       | EW Zaragoza     |

## Solidaridad
Cada equipo participante en el torneo hace un donativo a una entidad benéfica. Desde hace varias ediciones los beneficiarios de dichos donativos son la Fundación Carlos Sanz y ADAMPI Aragón. En ediciones anteriores los beneficiarios de dichos donativos han sido otras entidades, tales como Intermón-Oxfam.

## Homenajes
Desde el año 2008 la organización del torneo homenajea una o diversas personas ligadas al mundo del deporte acuático y que, a su vez, aportan su pequeño grano de arena a los diferentes proyectos.
2008: Teresa Perales (natación). por su multitud de medallas conseguidas en Campeonatos del Mundo y Europa con la selección española.
2009: CN Helios (waterpolo). Por su ascenso a la División de Honor.
2010: Andrea Blas y Paula Bugallo (waterpolo). Por su internacionalidad júnior.
2011: Andrea Blas (waterpolo). por sus medallas logradas en el Europeo Juvenil de Chania y el Mundial de Trieste.
2012: Andrea Blas (waterpolo), Teresa Perales (natación) y Javier Hernández (natación). Por sus logros en los Juegos Olímpicos y Paralímpicos de Londres.
2013: Andrea Blas (waterpolo). Medalla de oro en el Campeonato del Mundo de Barcelona. Jesús Julve, Miguel Medina, Mariano Alcaine, José Luis Romanos y Alberto García (delegados de waterpolo) por su contribución al nacimiento y crecimiento de este torneo en sus 10 años de existencia.
2014: Jaime Peiró (waterpolo). Campeón de la Supercopa de España con el CN Sant Andreu.
2015: Laura Gómez (waterpolo). Medalla de plata en los Juegos Europeos de Bakú. Menciones especiales para Isusko Arias y Sergi Massó (entrenadores y divulgadores del waterpolo) por sus años de colaboración con el torneo y su tarea de promoción del waterpolo en general y del torneo en particular.
2016: Andrea Blas (waterpolo). Como premio a su trayectoria deportiva tras 17 años compitiendo en la Escuela de Waterpolo de Zaragoza.
2017: Selección Infantil Masculina de waterpolo de Aragón, por la medalla de bronce en el Campeonato de España por Federaciones Territoriales.
2018:
2019: Natalia Naya (waterpolo). Jugadora de la Escuela de Waterpolo de Zaragoza y medalla de oro en el europeo juvenil disputado en Portugal.
2020: El torneo no se disputó
2021: Andrea Sariñena (waterpolo). Jugadora de la Escuela de Waterpolo de Zaragoza y medalla de bronce en el europeo cadete disputado en Hungría.
2022: Equipo absoluto masculino de waterpolo de El Olivar por su reciente ascenso a la Segunda División del waterpolo nacional.